# Alosa saposchnikowii
Alosa saposchnikowii es una especie de pez de la familia Clupeidae en el orden de los Clupeiformes.

## Morfología
Los machos pueden alcanzar 35 cm de longitud total, puede llegar a los 469 g de peso total.
.

## Reproducción
Desova en el norte del mar Caspio desde finales de abril (máxima intensidad a mediados mayo) entre 1-6 m de profundidad. Los alevines se desplazan al sur.

## Alimentación
Come crustáceos y pececillos.

## Distribución geográfica
Se encuentra en el mar Caspio.

## Longevidad
Vive hasta los 9 años.